# 内山安雄
内山 安雄（うちやま やすお、1951年〈昭和26年〉10月21日 - ）は、日本の著作家。

## 経歴
北海道勇払郡厚真町の馬牧場主の長男として生まれる。
小学校ではとても高いIQにより、10年に1人の神童と呼ばれたが、大人を困らせるいたずらをよくやる悪童でもあったという。
1967年、苫小牧工業高等専門学校工業化学科入学。同級生に、後に舞台監督・演出家・脚本家の水谷龍二がいる。
このころより、語学の才を見出されドイツ語を原書で読むほどに習得。その他にも英語、タガログ語を得意とする。
1971年4月、慶應義塾大学文学部に入学。その後社会学科に。
1975年3月、社会学科卒業。
同年春に同大学大学院社会学研究科修士課程に入学するが、後に中退。
大学在学中から世界各地を放浪し、ヨーロッパを振り出しにこれまでに96か国を訪問。
旅行代理店のヨーロッパ駐在員、雑誌記者、TVレポーター、放送作家などを経て、苫小牧民報社連載の『凍土の青い鳥』をきっかけに、1980年春に『不法留学生』で講談社より小説家デビュー。
同社より1989年に出版されたベトナム難民を題材とした『ナンミン・ロード』が、1992年に五十嵐匠監督により映画化、劇場公開、いくつかの映画賞を獲得している。

2009年に苫小牧工業高等専門学校時代の朋友　水谷龍二によって『上海トラップ』が、浅野温子主演で舞台化される。
1996年、『フィリピン・フール』が出版され、フィリピーナを愛する男性諸氏の恋心を鷲掴みにし、その世界ではバイブルと呼ばれ続けている。
小説以外にも、NHK-FMの看板番組だった『クロスオーバーイレブン』で脚本を担当し、臨場感あふれる文体で生気に満ちたアジアを描き、CD10枚セット記念アルバムは発売直後に完売するほどのヒット作になった。
2000年に連載をスタートした月刊誌「小説宝石」（光文社）のエッセイが、20年目（2020年現在）に突入。

一般財団法人日本推理作家協会会員。

趣味は、オートバイ、テニス、海外旅行、読書。
2020年、直木賞受賞作全作品を読破。

## 作風
政治、経済、風俗、人物を問わず、社会的にインパクトの強い事件をテーマにすえ、時代の流れをつかんだ作品を書き続けている、小説家・エッセイスト・ノンフィクション作家である。
海外を舞台にした作品が多いのが特徴。
アジアを舞台にした作品には、大沢在昌に「内山安雄は濃い取材をしている」と言わしめたほど。
シリアスな社会派小説から、面白可笑しいドタバタ小説、そしてエッセイ、紀行まで幅広い執筆をしている。
＜社会貢献＞
今世紀に入ってからは、長年の旅の経験に基づき、「第三世界の子供たちにとって教育は財産である」との思いから、フィリピンをはじめ、アジア各国で　賢くも貧しい子供たちを対象に「内山アジア教育基金」なる奨学金制度を主宰している。
2000年、国際冒険小説「裸のレジェンド」の取材でラオスに滞在中、メコン川のほとりで一人の天才少女と出会う。父親を亡くし学業が続けられないと泣く少女に、学費の援助を申し出たことが同教育基金の始まりとなる。
ラオスの少女は長じて、医者となり、地域医療に貢献し、今では二児の母となる。
奨学生一人に一人ないし二人の個人スポンサーがついて、学費の援助をスムーズに行えるよう尽力している。
奨学生には知力、礼節、謙虚を説く。「いうのはタダ」と主宰者はうそぶく。基金のスポンサー（賛同者）は多岐に渡る。

## 記念文庫
2010年、北海道勇払郡厚真町、公共温浴・宿泊施設「こぶしの湯あつま」に内山安雄文庫が設立される。

## 著作

### 小説
- 不法留学生
- ・『凱旋門（エトワール）に銃口を』（1984年4月　講談社ノベル） ISBN
- ・『凱旋門（エトワール）に銃口を』（1988年6月　講談社文庫） ISBN
- ・『ラヴ・マイナス・ゼロ』（1985年5月　 CBS・ソニー出版） ISBN 4-7897-0187-5
- ・『友！』日本冒険作家クラブ編（1988年11月　徳間文庫）　ISBN 4-19-568630-X
- ・『海峡を越える女豹（ダーマ)』（1989年1月　天山ノベルス） ISBN
- ・『青春の熱風』（1986年3月　カドカワノベルズ） ISBN
- ・『ナンミン・ロード』（1989年8月　講談社） ISBN
- ・『天安門の少女』（1990年7月　新芸術社） ISBN 4-88293-023-4
- ・『ベトとシンシア』（1990年12月　講談社） ISBN 4-06-205165-6
- ・『さらばマフィアとの日々』（1995年10月　ソニー・マガジンズ） ISBN 4-7897-0983-3
- ・『さらばマフィアとの日々』　上・中・下【電子書籍版】
- ・『樹海旅団』（1995年4月　新潮社） ISBN 4-10-404301-X
- ・『樹海旅団』　上・下（2003年12月　光文社文庫）
- ・『マニラ・パラダイス』（1995年4月　集英社） ISBN 4-08-774131-1
- ・『マニラ・パラダイス』（2000年5月　ハルキ文庫） ISBN
- ・『上海トラップ』（1996年3月　立風書房）
- ・『上海トラップ』（1999年12月　ハルキ文庫） ISBN 4-89456-608-7
- ・『フィリピン・フール』（1996年10月　ソニー・マガジンズ）
- ・『フィリピン・フール』（2000年12月　ハルキ文庫） ISBN 4-89456-658-3
- ・『フィリピン・フール』　上・中・下【電子書籍版】
- ・『モンキービジネス』（1997年10月　講談社） ISBN 4-06-208882-7
- ・『アジアン・ラブ』（1998年3月　廣済堂出版） ISBN 4-331-05757-7
- ・『トウキョウ・バグ』（1999年3月　毎日新聞社） ISBN
- ・『ダッシュ』（2000年11月　角川書店） ISBN
- ・『ドッグレース』（2001年7月　講談社） ISBN
- ・『ミミ』（2002年1月　毎日新聞社） ISBN
- ・『霧の中の頼子』（2003年10月　角川春樹事務所） ISBN 4-7584-1019-4
- ・『カモ ハ-ドボイルド添乗員・秋月浩二』　連作短編集（2004年1月　光文社） ISBN
- ・『オジさんはなぜアジアをめざすのか』（2006年2月　ロコモーションパブリッシング） ISBN
- ・『裸のレジェンド』（2006年3月　徳間文庫） ISBN
- ・『グローイングジュニア』（2007年7月　講談社） ISBN
- ・『大和魂☆マニア－ナ』（2008年7月　光文社） ISBN 978-4-334-92621-2
- ・『渋谷女子力』（2009年7月　講談社） ISBN 978-4-06-215629-5
- ・『恋活　40’s　LOVE』（2011年5月　講談社） ISBN 978-4-06-216927-1

### エッセイ・ドキュメンタリー他
- ・『全東京街道』
- ・『大沢在昌対談集　エンパラ』（1996年11月　光文社）　ISBN 4-334-97127-X
- ・『世界非常識地帯モンゼツ紀行　アジア　ウラ（裏）楽園』（パラダイス）（1998年10月　KKベストセラーズ）　ISBN　4-584-18357-0
- ・『怪しく奇妙な！アジア　ウラ（裏）楽園』（2004年2月　青春出版社） ISBN
- ・『しょ～こりもなく、またアジア』（2002年5月　光文社） ISBN
- ・『アジア怪楽園ですたこらさっさ～旅の数だけ不運がはじける～』（2002年9月　青春出版社） ISBN 4-413-03362-0
- ・『ラッキー日和　いつもふたりで』【＊企画・脚本】（2006年4月　ポプラ社） ISBN 4-591-09229-1
- ・『ラッキー日和　仲なおりしよう』【＊企画・脚本】（2006年7月　ポプラ社） ISBN 4-591-09359-X
- ・『常識人の99％は非常識である』（2010年6月　扶桑社） ISBN 978-4-594-06215-6

## メディアミックス

### 映画化
・『ナンミン・ロード』（1992年）
　　監督：五十嵐匠、脚色：五十嵐匠・北原陽一
　　出演者：レー・マン・ホウン、トルオン・ティ・トゥイ・トラング、ヴ・ホァン・フゥン、佐藤江珠、長倉大介、室田日出男、峰岸徹、寺島進

### 舞台化
・『上海トラップ』（悪戦）（2009年）
　　劇作・脚本・演出：水谷龍二　出演：渡辺哲、浅野温子、福士誠治、新納敏正、坂田雅彦、江端英久、堀本能礼、広澤草、平塚真介

### ラジオドラマ化
- ・真夜中の漂泊者たち (NHKーFMクロスオーバーイレブン）
- ・真夜中の旅人たち (NHKーFMクロスオーバーイレブン）
- ・クロスオーバーイレブン名作選『歩いて国境を越える ― 2012.1.2』（2020年8月13日放送）